# Ruota cellulare

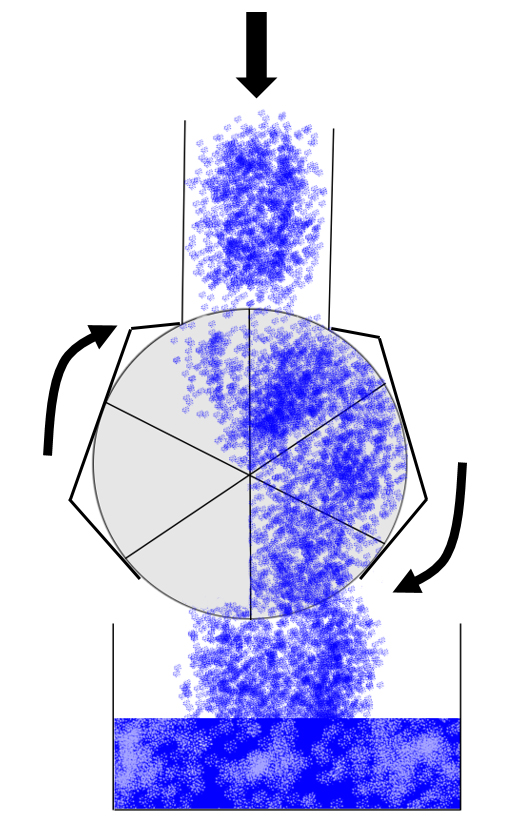
Schema semplificato raffigurante il funzionamento di una ruota cellulare.

La ruota cellulare è un dispositivo rotante utilizzato soprattutto nell'industria chimica per scaricare il contenuto di un reattore o di un altro componente del processo.
Il principale vantaggio dato dall'uso di questo meccanismo è la possibilità di ottenere il prodotto di una reazione senza mettere in comunicazione l'interno del macchinario con l'esterno. Questo si rivela estremamente utile per le reazioni e i processi che si svolgono a pressione diversa da quella atmosferica.

## Funzionamento
La ruota cellulare è costituita da un tamburo rotante diviso in vari scompartimenti che viene posizionato con l'asse di rotazione perpendicolare all'uscita del reattore.
La rotazione del cilindro mette in comunicazione successiva le varie camere con l'interno (riempimento) e poi con l'esterno (svuotamento).